# Verena Keller
Pour les articles homonymes, voir Keller.
Répertoire
- Wozzeck : Marie
- Il trovatore : Azucena
- Tristan und Isolde : Brangäne
- Jenufa : Küsterin
- Don Carlos : Eboli
- Un ballo in maschera : Ulrica
- Lohengrin : Ortrud
- Katja Kabanova : Kabanicha

Verena Keller est une cantatrice allemande née en 1942 à Schwerin (Allemagne).

## Biographie
Verena Keller a fait ses études à l'Académie de musique et des arts du spectacle de Vienne et est professeur à l'École supérieure de musique et d'art dramatique de Francfort-sur-le-Main (de) et au Conservatoire de Mayence. Représentations au Grand Theátre de Genève, Deutsche Oper Berlin, Staatsoper Hamburg, Opernhaus Düsseldorf, Opéra national de Paris, Teatro Massimo de Palerme, Teatro San Carlo de Naples et Vancouver Opera.
Elle a gagné le Prix Kulturförderpreis 2002 pour son Opernwerkstatt et a participé au film documentaire Opernfieber de Katharina Rupp (Hessischer Filmpreis 2005 comme meilleur documentaire). L'atelier d'opéra de Keller eut lieu en 2015 au Casino de Bâle.